# Takydromus toyamai
Espèce
Statut de conservation UICN

 EN B2ab(i,iii) : En danger
Takydromus toyamai est une espèce de sauriens de la famille des Lacertidae.

## Répartition
Cette espèce est endémique de l'archipel Nansei au Japon. Elle se rencontre sur Miyako-jima et Irabu-jima.

## Étymologie
Cette espèce est nommée en l'honneur de Masanao Toyama.

## Publication originale
- Takeda & Ota, 1996 : Description of a new species of Takydromus from the Ryukyu Archipelago, Japan, and a taxonomic redefinition of T. smaragdinus Boulenger 1887 (Reptilia: Lacertidae). Herpetologica, vol. 52, no 1, p. 77-88.